# 鬼聲嘯嘯
《鬼聲嘯嘯》（義大利語：…E tu vivrai nel terrore! L'aldilà，意为“……你将在恐惧中生存！死后世界”）是一部1981年上映的意大利南方哥特式超自然恐怖电影，由卢乔·富尔奇执导，卡特里娜·麦科尔（Catriona MacColl）和大卫·沃贝克（David Warbeck）主演。影片的情节围绕一位继承路易斯安那州乡村一座曾发生可怕谋杀案的酒店的女子展开，而這座酒店可能是通往地獄的门户。本片是富尔奇《地狱之门》三部曲的第二部，第一部为《喪屍食人城》（1980），第三部为《夜半鬼追人》（1981）。
影片在1980年末于新奥尔良及其周边地区实地拍摄，路易斯安那电影委员会提供了协助，罗马的德帕奥利斯制片厂也进行了额外的摄影工作。影片于1981年春季在意大利上映，直到1983年底通过Aquarius Releasing才在北美上映，这一版本被命名为《7扇死亡之门》（7 Doors of Death），配乐与富尔奇的原版完全不同，而且被剪辑缩短了几分钟。影片在英国上映时立即被贴上了“令人厭惡的影片”（video nasty）的标签。影片的原始版本直到1998年9月才在美国由Rolling Thunder Pictures、Grindhouse Releasing和Cowboy Booking International首次联合发行。
《鬼聲嘯嘯》发行后，受到了两极化的评价。尽管现代和回顾性的评论都称赞了影片的超现实主义、特效、音乐和摄影，但也批评其情节的不连贯；然而，恐怖电影制片人和超现实主义者认为这些不连贯是有意为之，以增强影片的气氛。经过几十年的流传，《鬼聲嘯嘯》被视为富尔奇最著名的影片之一，并在国际上拥有了一批邪典追捧。

## 剧情
1927年，艺术家巫师施维克在路易斯安那州新奥尔良的“七扇门酒店”36号房绘画。他守护着地狱的七个入口之一，如果入口被打开，将带来世界末日和人类的死亡。施维克被一群私刑暴徒拖出房间，带到酒店地下室处死，因为他从事黑魔法。同时，一位白眼女子读着古老的《伊波恩之书》，预言了七扇地獄之门之一的开启。
1981年，莉莎·梅里尔继承了酒店，从纽约搬来打算翻新重新开业。一名工人透过窗户看见一位白眼女子，之后从脚手架上摔下受伤。当地医生约翰·麦凯布将受伤工人送往医院。36号房的铃声响起，但由于酒店尚未开业，莉莎认为是故障。一名水管工乔后来调查缺水问题。在淹没的地下室，他发现了一个被砖砌封闭的区域，意外打开了通往地狱的入口。他遭到食尸鬼的攻击，双目失明并被杀害。乔和施维克的尸体随后被女仆玛莎发现，送往当地医院的停尸房。
莉莎在开车去城里的路上遇到了名叫艾米丽的盲人女子及其导盲犬迪奇。艾米丽警告莉莎，不要重新开放酒店，应该返回纽约。在酒吧里，约翰也劝莉莎放弃酒店项目，但她拒绝了，认为这是她最后一次取得经济成功的机会。
之后，艾米丽告诉莉莎关于施维克和36号房的事情，警告她不要进入那里。当她摸到施维克的画作时，称这是他进行降神会的一部分，而他自己的暗杀被视为对这片土地的诅咒。当莉莎嘲笑这些警告时，艾米丽的双手开始流血，她与迪奇一同从酒店中惊恐地逃跑。莉莎注意到他们离开时没有发出任何脚步声。尽管有艾米丽的警告，莉莎仍然进入了36号房，发现了《伊波恩之书》以及被钉在浴室墙上的施维克尸体。她带着约翰返回36号房，但《伊波恩之书》和尸体都消失了。莉莎还告诉约翰她遇见了艾米丽，但他表示怀疑，坚称镇上没有任何盲人女子。此外，他还说莉莎所称的艾米丽居住的房子已经废弃多年。
与此同时，莉莎的建筑师马丁在城镇图书馆查阅酒店的藍圖。蓝图显示了地下室里一个大而无法解释的空间。在发现这一点后，马丁被一股看不见的力量从梯子上推下，脖子摔断瘫痪。在他无助地躺在地上时，蜘蛛将他活活吃掉。在酒店里，玛莎在打扫36号房的浴室时，乔的尸体从浴缸水中浮出杀死了她。约翰闯入艾米丽的旧宅。房子已被废弃，但他发现了《伊波恩之书》并开始阅读，了解到这家酒店显然是地狱的七个入口之一。
艾米丽在家中遭到了施维克和其他最近死去者的复活尸体围攻。她命令迪奇攻击这些死者，虽然狗赶走了这些复活的尸体，但随后却转身攻击艾米丽，将她咬死。
莉莎回到酒店的地下室，遭到一名复活工人的袭击。在逃跑中，她再次遇到约翰。经过调查，没有发现复活工人的踪迹，莉莎开始怀疑自己的理智。他们驱车前往医院，发现医院空无一人，只有哈里斯医生、乔的女儿吉尔和一群复活的尸体。哈里斯被飞溅的玻璃杀死，吉尔变成了丧尸袭击莉莎，约翰杀死了她。
约翰和莉莎逃到楼梯间，却发现他们再次到达了地下室。他们穿过被淹的迷宫，最终进入了一片荒原——与施维克画中的景象相同。无论他们朝哪个方向走，最终都会回到原地。他们最终像艾米丽一样失明，随后消失在荒原中。

## 演员
- 卡特里娜·麦科尔（Catriona MacColl） 饰 莉莎·梅里尔（署名Katherine MacColl）
- 大卫·沃贝克（David Warbeck） 饰 约翰·麦凯布医生
- 辛齐娅·蒙雷尔（Cinzia Monreale） 饰 艾米丽（署名Sarah Keller）
- 安托万·圣约翰（Antoine Saint-John） 饰 施维克
  - 乔瓦尼·德纳瓦（Giovanni De Nava） 饰 僵尸施维克[5]
- 维罗尼卡·拉扎尔（Veronica Lazăr） 饰 玛莎
- 拉里·雷（Larry Ray） 饰 拉里（署名Anthony Flees）
- 阿尔·克里弗（Al Cliver） 饰 哈里斯医生
- 米歇尔·米拉贝拉（Michele Mirabella） 饰 马丁·艾弗里
- 吉安保罗·萨卡罗拉（Gianpaolo Saccarola） 饰 亚瑟
- 玛丽亚·皮娅·马萨拉（Maria Pia Marsala） 饰 吉尔
- 劳拉·德·马尔奇（Laura De Marchi） 饰 玛丽·安妮
- 托尼诺·普尔奇（Tonino Pulci） 饰 水管工乔（未署名）[6]
- 卢乔·富尔奇 饰 图书馆员（未署名）[6]

## 美学与主题
“Cinefantastique”的约翰·托南（John Thonen）曾寫道，《鬼聲嘯嘯》的故事結構類似於高級的“高烧梦境”。电影学者惠勒·迪克森（Wheeler Dixon）也指出，影片框架的简略仅仅是富尔奇用来编织一系列令人不安的场景的借口。作家比尔·吉布龙（Bill Gibron）认为影片的核心在于奴役、巫术、暴民正义——以及几乎所有富尔奇叙事的关键元素——复仇。
对于影片中的“彼岸”概念，影评人梅根·纳瓦罗（Meagan Navarro）将其解读为对“天主教炼狱概念”的表现。富尔奇本人是天主教徒，他的许多电影都涉及困扰他的信仰问题，如《奪命怪客》（1972），其中触及了宗教腐败的主题。
根據電影學者菲利普·L·辛普森（Phillip L. Simpson）的說法，影片的一個突出主題是因接觸邪惡而失明，特別是與《伊波恩之书》之書有關：“這本書就像文學和電影中許多其他（臭名）昭著的‘邪惡’書籍一樣，是一种实体的、书面的珍贵神秘知识的记录，試圖編纂的是——伴隨可怕的警告，不小心或無知地使用這種力量將導致可怕的後果——通常表現為字面意义上的‘看不见’”。辛普森將影片中「無處不在的失明與眼球毀損畫面」解釋為角色接觸這本書的直接後果。辛普森指出，只有在影片1927年的序幕中被處以私刑的巫师施维克，以及「超越時空的女预言家」艾米丽，才擁有「必要的視力」來詮釋書中的內容。